# أنطونيو هال
أنطونيو هال (بالإنجليزية: Antonio Hall)‏ هو لاعب كرة القدم الكندية أمريكي، ولد في 28 مارس 1982 في كانتون في الولايات المتحدة.

## وصلات خارجية
- أنطونيو هال على موقع JustSportsStats.com (الإنجليزية)